# إيفا كانتاريلا
إيفا كانتاريلا (بالإيطالية: Eva Cantarella)(مواليد 1936 في روما) هي كلاسيكية إيطالية، وأستاذة القانون الروماني والقانون اليوناني القديم في جامعة ميلانو، وعملت عميدًا لكلية الحقوق في جامعة كاميرينو.

## السيرة الذاتية
تشتهر كانتاريلا بالفحص والتدقيق في القانون القديم من خلال ربطه بالقضايا القانونية الحديثة من منظور القانون والمجتمع، وقد بحثت في موضوعات تتعلق بالتاريخ القانوني والاجتماعي للجنس، ظروف المرأة، القانون الجنائي، وعقوبة الإعدام.
ألفت العديد من الكتب التي تُرجمت إلى عدة لغات منها الإنجليزية والفرنسية والألمانية والإسبانية، كما قامت بالتدريس وإلقاء المحاضرات في العديد من الجامعات في أوروبا والولايات المتحدة، عُينت أستاذة عالمية في كلية الحقوق بجامعة نيويورك.

## الجوائز
- وسام الاستحقاق الضخم من الجمهورية الإيطالية - 2 يوليو
- جائزة باجوتا - 2003
- جائزة همنغواي - 2019